# Seznam death metal skupin
Seznam death metal skupine.

## #
- 122 Stab Wounds (Norveška)

## A
- Abomination (ZDA)
- Abramelin (Avstralija)
- Abscess (ZDA)
- Adramalech (Finska)
- Afflicted (Švedska)
- Altar (Nizozemska)
- Altar (Švedska)
- Amon Amarth  (Švedska)
- Amorphis (Finska)
- Anal Blast (ZDA)
- Anasacre (Nemčija)
- Ancient
- Angel Corpse (ZDA)
- Arch Enemy (Švedska)
- Asphyx (Nizozemska)
- At the Gates (Švedska)
- Atheist
- Atrocity (Nemčija)
- Atrocity  (Združene države Amerike)
- Aurora Borealis
- Autopsy (ZDA)
- Autumn Leaves (Danska)
- Avenger
- Avulsed (Španija)

## B
- Baphomet
- Believer (ZDA)
- Benediction (Združeno kraljestvo)
- Bestial Warlust
- Betrayer
- Bloodbath (Švedska)
- Bolt Thrower (Združeno kraljestvo)
- Broken Hope (ZDA)
- Brujeria (ZDA)
- Brutality (ZDA)
- Brutus (Nizozemska)

## C
- Cadaverous Condition
- Cadaver (Norveška)
- Cancer (Združeno kraljestvo)
- Cannibal Corpse (ZDA)
- Carcass (Združeno kraljestvo)
- Cardinal (Nizozemska)
- Cartilage (Finska)
- Cattle Decapitation (ZDA)
- Cenotaph (Turčija)
- Centinex (Švedska)
- Children Of Bodom (finska)
- Christ Agony (Poljska)
- Cianide (ZDA)
- Coercion (Švedska)
- Comecon (Švedska)
- Consolation (Nizozemska)
- Control Denied (ZDA)
- Creepmime (Nizozemska)
- Crematory (Nemčija)
- Cromm Cruac (Nizozemska)
- The Crown (Švedska)
- Crucifier (Brazilija)
- Cryptopsy (Kanada)
- Cynic (ZDA)

## D
- Daemonlord
- Dahmer (ZDA)
- Dark Millennium (Nemčija)
- Dark Tranquillity (Švedska)
- Dauntless (Finska)
- Dead horse (ZDA)
- Deadhead (Nizozemska)
- Death (ZDA)
- Death Strike (ZDA)
- Deceased (ZDA)
- Decapitated (Poljska)
- Deeds of Flesh (ZDA)
- Deformity
- Deicide (ZDA)
- Devil Driver (ZDA)
- Demigod (Finska)
- Demilich (Finska)
- Diablo
- Dies Irae (Poljska)
- Disavowed (Nizozemska)
- diSEMBOWELMENT (Avstralija)
- Disgorge (Mehika)
- Disgorge (ZDA)
- Disharmonic Orchestra (Avstrija)
- Disincarnate (ZDA)
- Dismember (Švedska)
- Dissect (Nizozemska)
- Dissection (Švedska)
- Doomed (Slovenija)
- Dying Fetus (ZDA)

## E
- Edge of Sanity (Švedska)
- Embryonic Death (Luksemburg)
- Engorge (Nizozemskas)
- Entombed (Švedska)
- Eucharist (Švedska)
- Evoken  (ZDA)
- Exhumed  (ZDA)
- Exmortem (Danska)

## F
- Fear Factory (prvi album) (ZDA)
- Fleshcrawl (Nemčija)
- Fleshgrind (ZDA)
- Fleshless (Češka)
- Fleshtized (ZDA)
- Frozen Sun (Danska)

## G
- God Dethroned (Nizozemska)
- God Macabre (Švedska)
- Gomorrah (UK)
- Goratory (ZDA)
- Gorefest (Nizozemska)
- Gorguts (Kanada)
- Gospel of the Horns
- Grave (Švedska)
- Grotesque (Švedska)

## H
- Hate Eternal (ZDA)
- Hate Plow (ZDA)
- Hellhammer (Švica)
- Hypocrisy (Švedska)

## I
- Illdisposed (Danska)
- Immolation (ZDA)
- Impaled (ZDA)
- In Flames (Švedska)
- Incantation (ZDA)
- Incubator (Nemčija)
- Infestdead (Švedska)
- Iniquity (Danska)
- Intestine Baalism (Japonska)

## J
- Jumpin' Jesus (Nemčija)

## K
- Katafalk (Nizozemska)
- Kataklysm (Kanada)
- Krabathor (Češka)
- Krisiun (Brazilija)

## L
- Liers in Wait (Švedska)
- Lord Belial (Švedska)
- Lost Soul (Poljska)

## M
- Macabre (ZDA)
- Malevolent Creation (ZDA)
- Martyr (Češka)
- Martyr (Kanada)
- Massacra (Francija)
- Massacre (ZDA)
- Master (ZDA)
- Merciless (Švedska)
- Mercyless
- Merlin
- Monstrosity (ZDA)
- Morbid Angel (ZDA)
- Morgoth (Nemčija)
- Mortician (ZDA)
- Mortification
- Myrkskog
- Mystifier
- Morbid Creation (SLO)

## N
- Napalm Death (Združeno kraljestvo)
- Necronomicon (Švedska)
- Necrophagia (ZDA)
- Necrophagist (Nemčija)
- Nembrionic (Nizozemska)
- Nettlethrone (Turčija)
- Neuraxis (Kanada)
- Nightfall (Grčija)
- Nightrage
- Nile (ZDA)
- Nocturnus (ZDA)

## O
- Obituary (ZDA)
- Opeth (Švedska)
- Oppressor (ZDA)
- Origin (ZDA)
- Obnounce (Slovenija)

## P
- Paganizer
- Paracoccidioidomicosisproctitissarcomucosis (Mehika)
- Pan.thy.monium(Švedska)
- Panzerchrist (Danska)
- Pestilence (Nizozemska)
- Polluted Inheritance (Nizozemska)
- Possessed (ZDA)
- Psycroptic (Avstrija)
- Pungent Stench (Avstrija)
- Putrefied (Nizozemska)
- Pyaemia (Nizozemska)

## R
- Rebaellion (Brazil)
- Regurgitate
- Revenant (ZDA)
- Ribspreader (Švedska)
- Runemagick (Švedska)

## Q
- Queiron (Brazile)

## S
- Sacramentum (Švedska)
- Sadistik Exekution (Avstralija)
- Seance (Švedska)
- Semen Datura
- Sentenced (Finska)
- Septic Flesh (Grčija)
- Sepultura (v času Maxa Cavalere) (Brazilija)
- Severe Torture (Nizozemska)
- Sinister (Nizozemska)
- Six Feet Under  (ZDA)
- Skinless (ZDA)
- Solstice (ZDA)
- Soulburn (Nizozemska)
- Soulreaper (Švedska)
- Spawn of Possession (Švedska)
- Speckmann Project (ZDA)
- Suffocation (ZDA)

## T
- Taetre (Švedska)
- Thanatos (Nizozemska)
- Theory in Practice (Švedska)
- Therion (zgodnji albumi) (Švedska)
- Throneaeon
- Torchure (Nemčija)

## U
- Unanimated (Švedska)
- Unleashed (Švedska)
- Unseen Terror (Združeno kraljestvo)

## V
- Vader (Poljska)
- Vehemence (ZDA)
- Vile (ZDA)
- Vasectomy (Slovenija)
- Visceral Bleeding (Švedska)
- Vital Remains (ZDA)
- Vomitory (Švedska)
- Vomit Remnants (Japonska)
- Vulvathrone (Slovenija)

## W
- Warlord UK (Združeno kraljestvo)

## X
- Xenomorph (Nizozemska)

## Y
- Yattering (Poljska)

## Z
- Zyklon (Norveška)